# Синельников, Евгений Александрович
Евге́ний Алекса́ндрович Сине́льников (укр. Євген Олександрович Синельников; род. 3 ноября 1981, Запорожье, УССР) — украинский телеведущий и режиссёр, более известный как режиссёр-постановщик и один из ведущих программы о путешествиях «Орёл и решка» на телеканалах «Интер» и «Пятница!». Ведущий передачи «Дома лучше» на YouTube.

## Биография
Родился в Запорожье и провел детство в Архангельской области, в юности вновь вернулся с родителями в Запорожье. Обучался в Институте кино и телевидения при Киевском национальном университете культуры и искусств. В 2001 снялся в мини-сериале «Не покидай меня, любовь» в эпизодической роли. Работал в качестве оператора в 2005 году на съёмках фильма «Собака Павлова». Как режиссёр-постановщик снимал шоу «Семейный пёс» и «Кухня с Дмитрием Шепелевым» — кулинарного шоу на украинском телеканале «Интер».
Режиссёр-постановщик шоу «Орёл и решка» и «Орёл и решка. Шопинг». В качестве ведущего работал осенью 2014 года в 9-м сезоне «Орла и решки», заменив Колю Сергу. С 2018 года — ведущий проекта «Дома лучше», который выходит на YouTube.
В марте 2022 года, из-за вторжения России в Украину, был вынужден с женой и детьми покинуть свой дом.

## Личная жизнь
Был женат на Елене Синельниковой. Она — соавтор шоу «Орёл и решка», продюсер и генеральный директор продакшн-студии Teen Spirit, которая делает этот проект.
Есть сын Алексей Синельников (род 30.03.2012) .
С августа 2022 женат на Наталье Синельниковой.

## Награды
- Премия «Телетриумф — 2014—2015» в номинации «Лучший режиссёр/постановщик телепрограммы»[4]
- Премия «Телетриумф — 2016» в номинации «Лучший режиссер/постановщик телепрограммы». В тот год награду получил и его коллега по TeenSpirit Studio — Ярослав Андрущенко.